# Skyharbor
Skyharbor é uma banda da cidade Nova Deli, capital da Índia, nos gêneros metal progressivo e djent metal que faz parte da emergente Cena Djent. A banda já teve entre seus membros Daniel Tompkins, vocalista da banda TesseracT, e Anup Sastry, baterista da banda Intervals.

## Membros

### Atuais
- Eric Emery - vocal (2015 - presente)
- Keshav Dhar - guitarra (2010 - presente)
- Devesh Dayal - guitarra (2012 - presente)
- Krishna Jhaveri - baixo (2013 - presente)
- Aditya Ashok - bateria (2015 - presente)

### Anteriores
- Nikhil Rufus Raj - baixo (2011 - 2013)
- Anup Sastry - bateria (2011 - 2015)
- Daniel Tompkins - vocal (2010 - 2015)

### Sessão
- Sunneith Revankar

## Discografia

### Álbuns de estúdio
- Blinding White Noise: Illusion and Chaos (2012)
- Guiding Lights (2014)
- Sunshine Dust (2018)

### Singles
- Celestial (2011)
- Maeva (2012)
- Evolution (2014)
- Patience (2014)
- Out Of Time (2015)

### Videoclipes
- Evolution (2014)
- Patience (2014)

## Bandas similares
- Dream Theater
- Monuments
- TesseracT
- Intervals